# ミルクカフェ
ミルクカフェ (MILKCAFE) は、株式会社したらばが運営する、受験に特化したスレッドフロート型電子掲示板（学生ポータルサイト）である。

## 概要
2000年7月、当時浪人生だったけんすう（古川健介、nanapi創業者）が「JBBS@したらば」を利用して開設した。けんすう（古川健介）は「JBBS@したらば」の運営に携わっていた時期もあった。そうした経緯から、現在は株式会社したらばが運営している。
開設当初の名称は、2ちゃんねると「受験」を掛けて「10<受>ちゃんねる」と称していた。
2009年7月末には閉鎖される予定であったが、同年8月1日付で株式会社サイブリッジへ譲渡され、運営が継続された。
開設当初は、お茶の水ゼミナール、代々木ゼミナール、河合塾、駿台予備校の掲示板のみがあり、主な対象は大学受験生のみであった。その後、中学受験、高校受験、資格試験、高卒認定試験などの話題も扱うようになり、受験総合サイトとなった。なお雑談系の板では、芸能人、音楽・メディアなどの話題も扱っている。

### スクリプトの遷移
JBBS → Megabbsスクリプト1.6 → Lv3スクリプト → 独自改造

## 関連サイト
萌えBBS
- ミルクカフェの姉妹サイト。漫画、アニメ、ゲームについての話題を扱う。名前に「萌え」とあるが、少年漫画や特撮など幅広くに対応している。

したらば掲示板
- ミルクカフェの運営会社である、株式会社したらばが運営するレンタル掲示板サービス。